# Верхняя Палега
Верхняя Палега — река в России, течёт по территории Лешуконского района Архангельской области. Правый приток реки Мезенская Пижма.
Длина реки составляет 30 км.
Впадает в Мезенскую Пижму на высоте 143 м над уровнем моря.

## Данные водного реестра
По данным государственного водного реестра России относится к Двинско-Печорскому бассейновому округу, водохозяйственный участок реки — Мезень от истока до водомерного поста у деревни Малонисогорская. Речной бассейн реки — Мезень.
Код объекта в государственном водном реестре — 03030000112103000044862.